# Zhang Nan
Zhang Nan, em chinês:  张楠, (Guizhou, 30 de abril de 1986) é uma ex-ginasta chinesa que competiu em provas de ginástica artística.
Zhang fez parte da equipe chinesa que disputou os Jogos Olímpicos de Atenas, em 2004, Grécia. Ficou conhecida por ser uma boa líder em competições, além de manter o nível de sua apresentações, mesmo sobre pressão. Nan foi umas das mais bem sucedidas ginastas chinesas, sendo a primeira ginasta chinesa a conquistar uma medalha no concurso geral em Campeonatos Mundiais, feito ocorrido no Mundial de Anaheim, em 2003.

## Carreira
Zhang iniciou a prática do desporto, aos oito anos de idade. Aos quinze anos, adentrou na equipe feminina nacional. No ano posterior, participou dos Jogos Asiáticos de Busan. Neles, conquistou quatro medalhas de ouro: por equipe, no concurso geral, e nas finais do solo e das barras assimétricas. Ainda em 2002, participou do Campeonato Mundial de Debrecen, não conquistando nenhuma medalha, apenas a décima colocação na classificatória das barras e do solo. Como último evento do ano, deu-se a XI Final de Copa do Mundo, realizada em Stuttgart. No evento, terminou com a medalha de prata, nos exercícios de solo.
Em 2003, disputou o Campeonato Mundial de Anaheim, conquistando a primeira medalha chinesa no individual geral: um bronze, atrás da russa Svetlana Khorkina e Carly Patterson, ouro e prata, respectivamente. No mesmo ano, competiu no Campeonato Asiático de Ginástica, conquistando a medalha de ouro na trave e no solo. Em sua primeira aparição olímpica, nos Jogos Olímpicos de Atenas, em 2004, Zhang conquistou a medalha de bronze na prova geral individual, novamente superada por Khorkina e Patterson. Coletivamente, só terminou como a sétima melhor equipe da competição, a Romênia, conquistou a medalha de ouro. Nas provas individuais por aparelhos, classificou-se apenas para a final da trave, encerrando na sétima colocação, após sofrer uma queda em seus exercícios, somando 9,237 pontos, insuficientes para superar a medalhista de bronze, Alexandra Eremia.
No ano posterior, disputou pela terceira vez uma edição do Mundial, sofreu uma lesão horas antes da competição geral individual, tendo que abandonar o evento. Mesmo assim, disputou a final da trave, onde terminou como a quarta ginasta ranqueada. Em 2006, no Mundial de Aarhus, Zhang apresentou em três aparelhos, obtendo: 14.525 no salto; 15.950 na trave e 14.800 no solo, ajudando sua equipe a conquistar a medalha de ouro na prova coletiva; a primeira chinesa. Semelhante acontecido no Mundial anterior, foi quarta colocada nos exercícios sobre a trave. Ainda em 2006, participou dos Jogos Asiáticos de Doha, foi ouro por equipes e na trave, superando a compatriota Han Bing e a japonesa Miki Uemura, prata e bronze, respectivamente.
Em 2007, Zhang afastou-se das competições, devido a lesões e problemas com sua forma física. Como resultado disso, não fez parte da equip que disputou o Campeonato Mundial de Stuttgart. No ano posterior, treinando para fazer parte da equipe olímpica chinesa nos Jogos Olímpicos de Pequim, só conquistou uma medalha de prata no Nacional Chinês, favorecida sucessivos erros de suas compatriotas. Com isso, tornou-se reserva olímpica, e em entrevista no início de 2009, anunciou oficialmente sua aposentadoria do desporto.

## Principais Resultados
| Ano  | Evento                                    | AA                | Equipe          | Salto sobre o cavalo | Trave            | Barras assimétricas | Solo             |
| ---- | ----------------------------------------- | ----------------- | --------------- | -------------------- | ---------------- | ------------------- | ---------------- |
| 2002 | Jogos Asiáticos                           | Medalha de ouro   | Medalha de ouro |                      |                  | Medalha de ouro     | Medalha de ouro  |
| 2002 | Campeonato Mundial de Ginástica Artística |                   |                 |                      | 13º              | 10º                 | 10º              |
| 2002 | Copa do Mundo - Stuttgart                 |                   |                 |                      |                  |                     | Medalha de prata |
| 2003 | Campeonato Mundial de Ginástica Artística | Medalha de bronze |                 |                      |                  |                     |                  |
| 2003 | Campeonato Asiático                       |                   |                 |                      | Medalha de ouro  |                     | Medalha de ouro  |
| 2004 | Jogos Olímpicos                           | Medalha de bronze | 7º              |                      | 6º               |                     |                  |
| 2005 | Campeonato Nacional Chinês                | Medalha de ouro   |                 |                      |                  |                     |                  |
| 2005 | Campeonato Mundial de Ginástica Artística |                   |                 |                      | 4º               |                     |                  |
| 2006 | Campeonato Mundial de Ginástica Artística |                   | Medalha de ouro |                      | 4º               |                     |                  |
| 2006 | Jogos Asiáticos                           |                   | Medalha de ouro |                      | Medalha de ouro  |                     |                  |
| 2007 | Campeonato Nacional Chinês                |                   |                 |                      | Medalha de prata |                     |                  |